# 宗佐站
34°47′53.43″N 134°55′21.04″E / 34.7981750°N 134.9225111°E

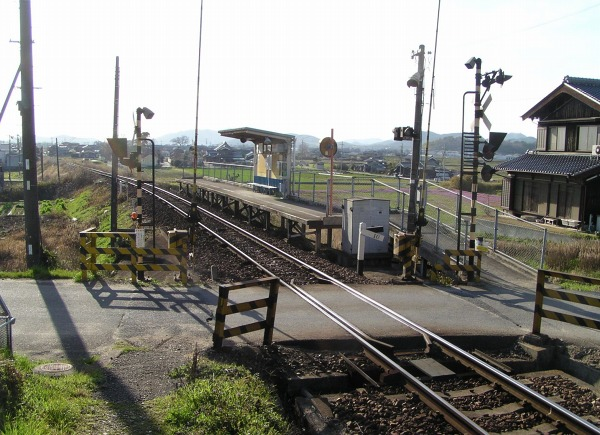
宗佐站 (2006年3月)

宗佐站是曾經存在於日本兵庫縣加古川市八幡町，三木鐵道三木線的車站。1986年4月1日啟用，2008年4月1日廢站。